# Десна (учебный центр)
169-й учебный центр «Десна» (укр. 169-й навчальний центр «Десна» імені князя Ярослава Мудрого) — учебный центр Сухопутных войск Вооруженных сил Украины (В/Ч А 0665).
Учебный центр расположен в поселке Десна Козелецкого района Черниговской области, основан в 1959 году как 48-я учебная танковая дивизия. С распадом Советского Союза учебный центр вошел в состав Вооруженных сил Украины.
В задачу центра входит подготовка специалистов высокого класса по специальностям: механик-водитель гусеничной и автомобильной техники, командир боевой машины, наводчик-оператор боевого вооружения, разведчик, снайпер, ремонтник боевой техники, главный сержант роты, взвода, сержант-инструктор, командир отделения механизированных и танковых подразделений. Кроме того, в учебном центре проходят подготовку военнослужащие на замещение сержантских и старшинских должностей, военнослужащие военной службы на контрактной основе по общевойсковой программе.

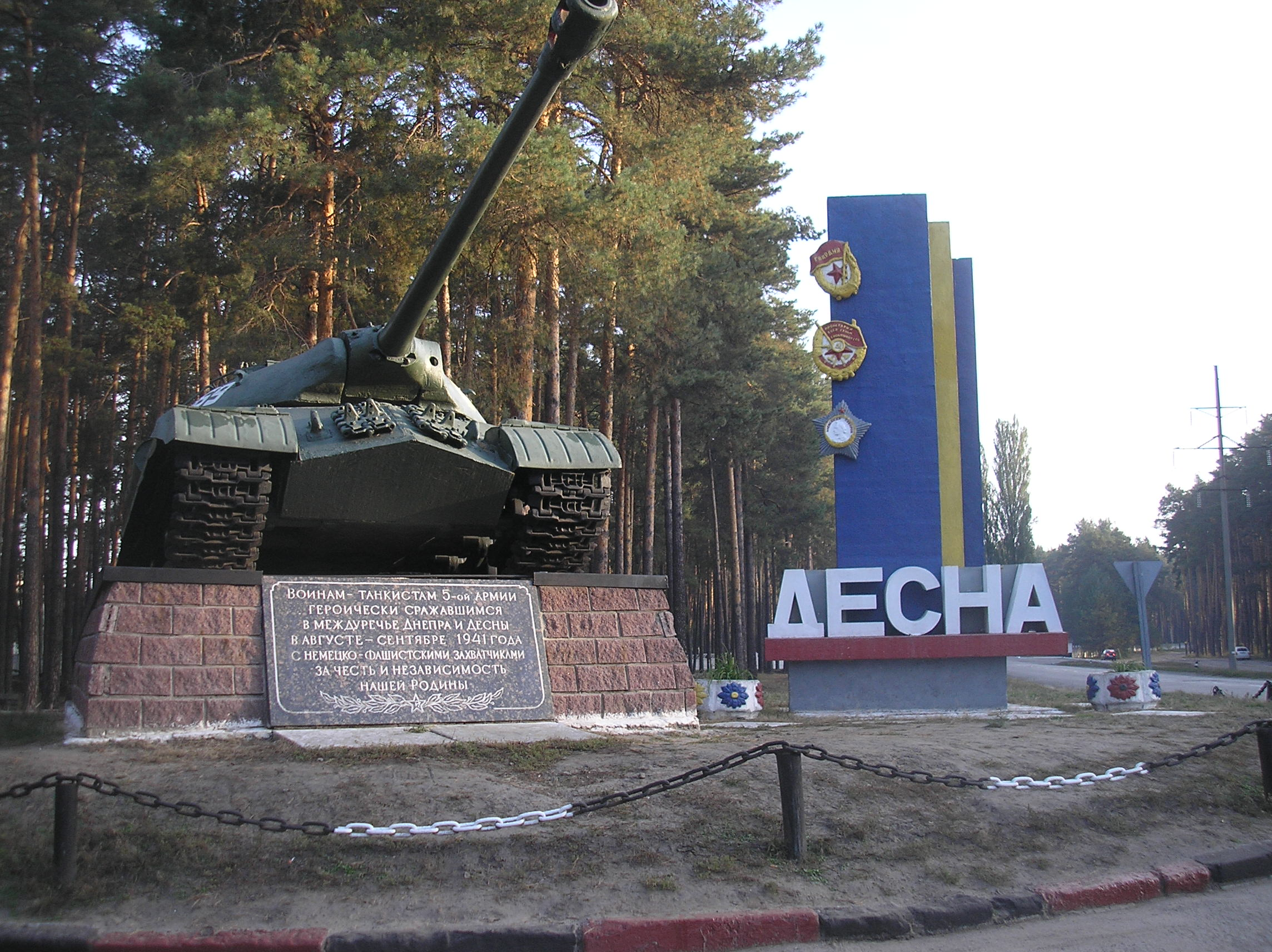
Памятник воинам-танкистам

## История
В первой половине 1960-х годов на базе 112-й гвардейской мотострелковой дивизии была сформирована 48-я гвардейская учебная танковая Звенигородская Краснознаменная ордена Суворова дивизия. В 1980-е годы дивизия была реорганизована в 169-й гвардейский окружной учебный центр Киевского военного округа.
На момент распада СССР и перехода учебного центра под юрисдикцию Украины в его составе находились:
- 5-й гвардейский учебный танковый Ясский орденов Суворова и Богдана Хмельницкого полк;
- 300-й гвардейский учебный танковый Сандомирский ордена Александра Невского полк;
- 389-й гвардейский учебный тяжелый танковый дважды Краснознаменный орденов Суворова и Александра Невского полк;
- 354-й учебный Кишиневский ордена Суворова мотострелковый полк;
- 467-й учебный артиллерийский Ясский ордена Суворова полк;
- 1121-й учебный зенитный артиллерийский полк;
- 1377-й отдельный учебный разведывательный батальон;
- 554-й отдельный учебный батальон связи;
- 18 отдельный учебный батальон РХБЗ;
- медбат;
- 507 отдельный учебный ремонтно-восстановительный батальон;
- школа прапорщиков;
- 718 отдельный учебный автомобильный батальон;
- ракетный дивизион;
- 257 отдельный инженерно-саперный батальон;

## Российско-украинская война
В ходе войны на востоке Украины 169-й учебный центр Сухопутных войск Вооруженных сил Украины по состоянию на 2 марта 2018 г. потерял погибшими 32 человека.
17 мая 2022 года российская армия нанесла по посёлку Десна ракетные удары. Две из четырёх ракет попали в здание учебного центра, убив 87 человек.

## Техника
Всего на 19 октября 1990 года 169-й учебный центр располагал следующей техникой и артиллерией:
- 240 танков (233 Т-64, 7 Т-55);
- 232 БМП (130 БМП-2, 98 БМП-1, 4 БРМ-1К);
- 13 БТР (9 БТР-70, 4 БТР-60);
- 54 САУ (18 — 2С1 «Гвоздика», 36 — 2СЗ «Акация»);
- 12 орудий (9 Д-30, 3 М-30);
- 19 миномётов (14 — 2С12 «Сани», 5 ПМ-38);
- 8 РСЗО (7 БМ-21 «Град», 1 БМ-13)

## Структура
В структуру 169-го учебного центра «Десна» входят:
- 354-й учебный гвардейский полк[7]
- 205-й учебный центр тактической медицины
- 300-й учебный танковый полк[7]
- 1121-й учебный зенитный ракетный полк[7]
- 718-й отдельный учебный автомобильный батальон[7]
- 507-й отдельный учебный ремонтно-восстановительный батальон[7]

## Галерея

Практические занятия на Т-64Б в учебном центре с будущими офицерами — командирами механизированных взводов
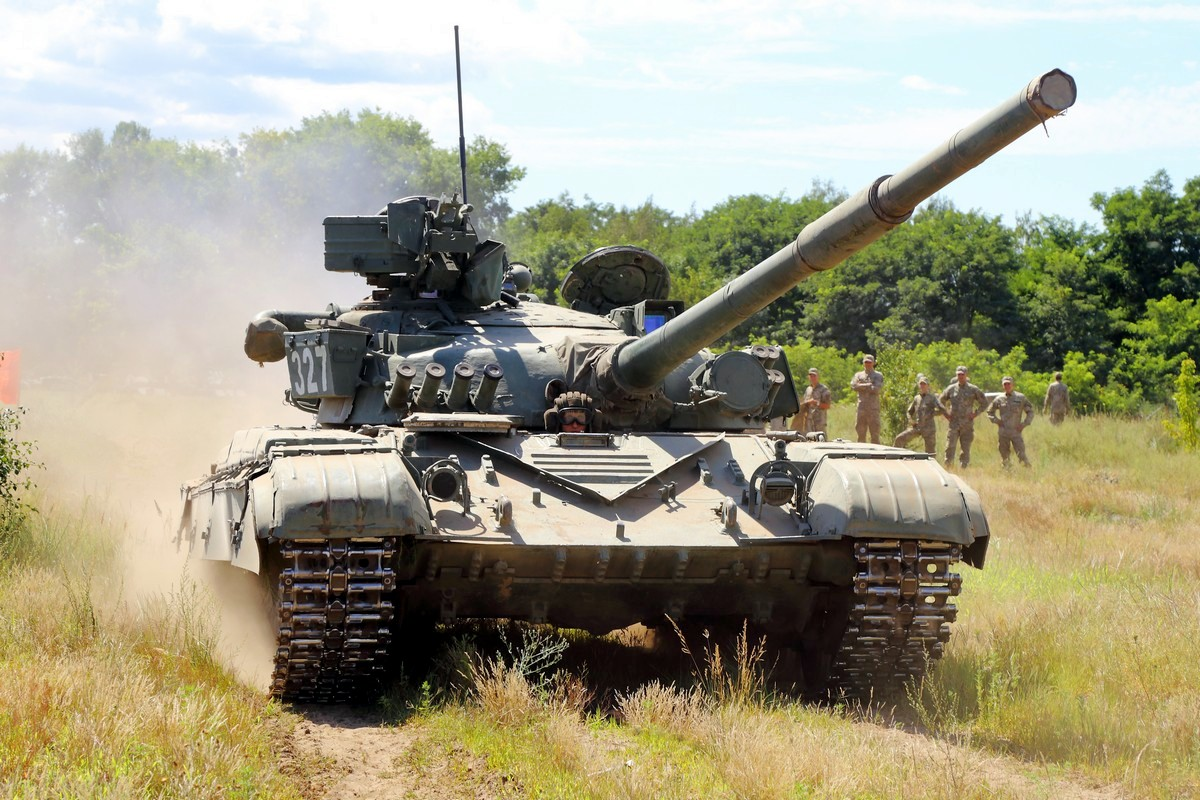
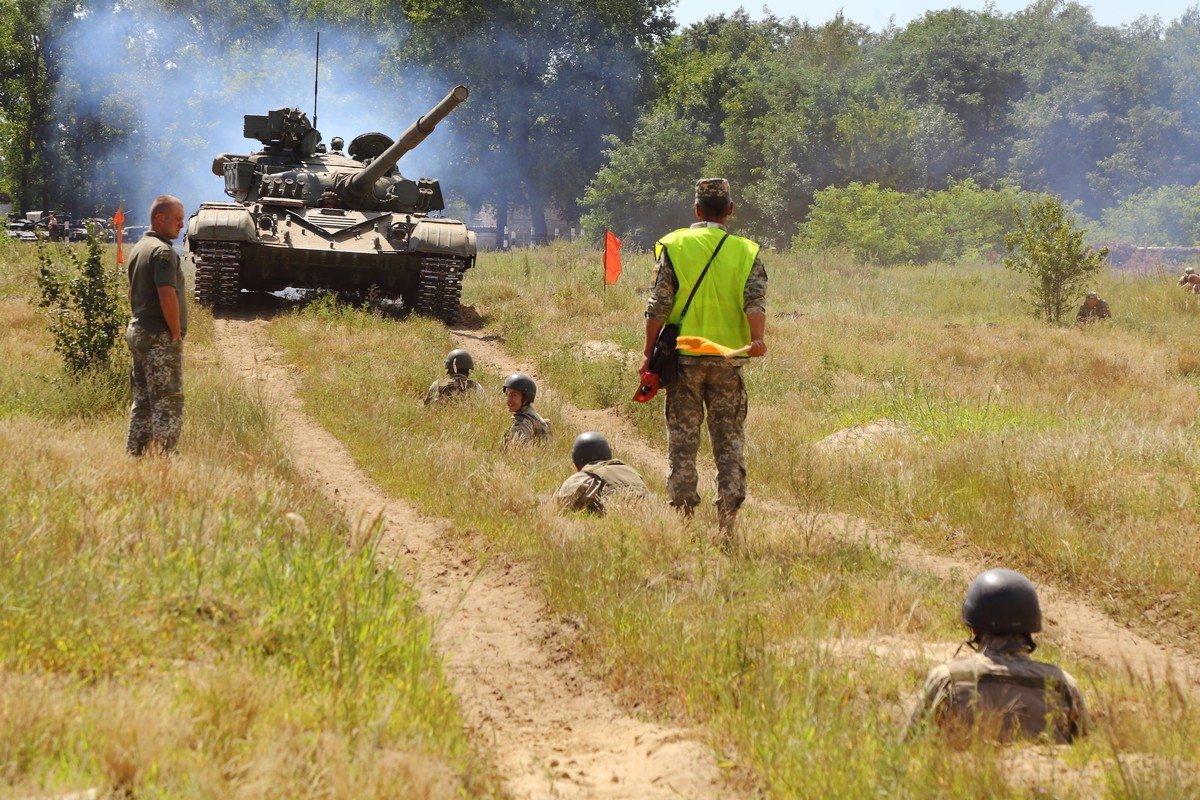
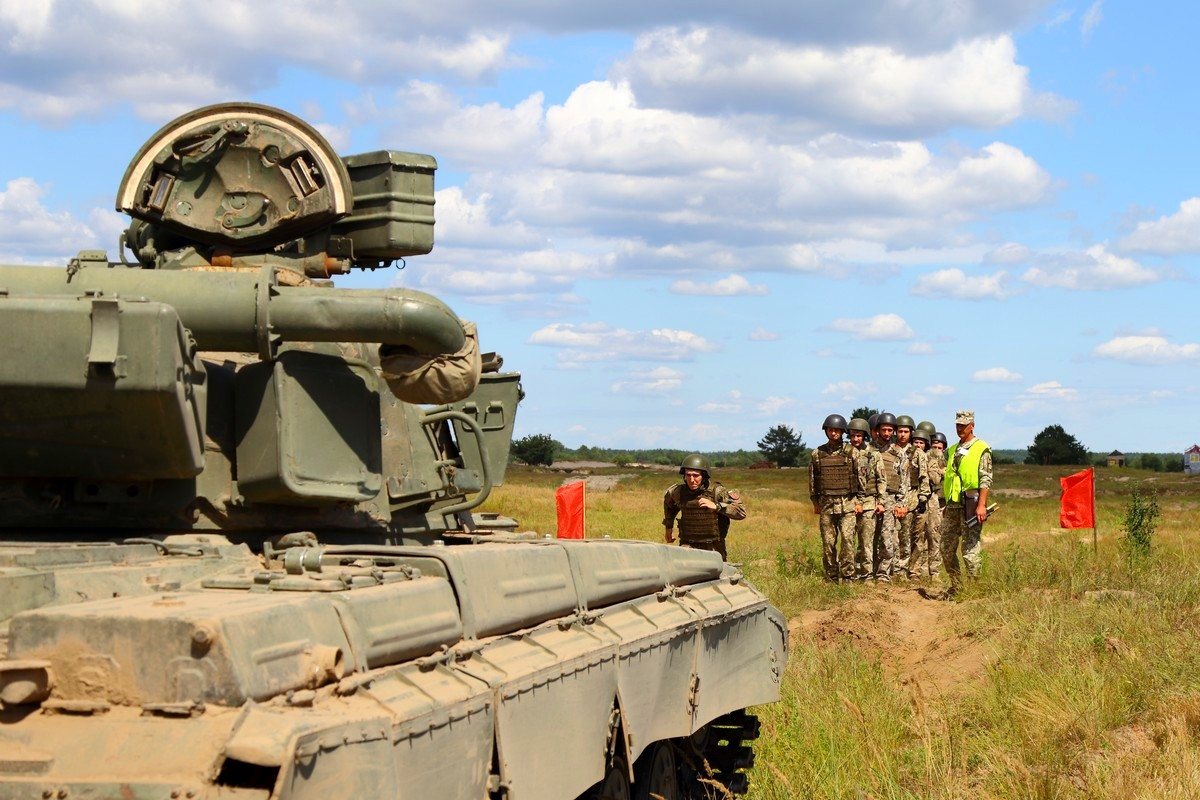
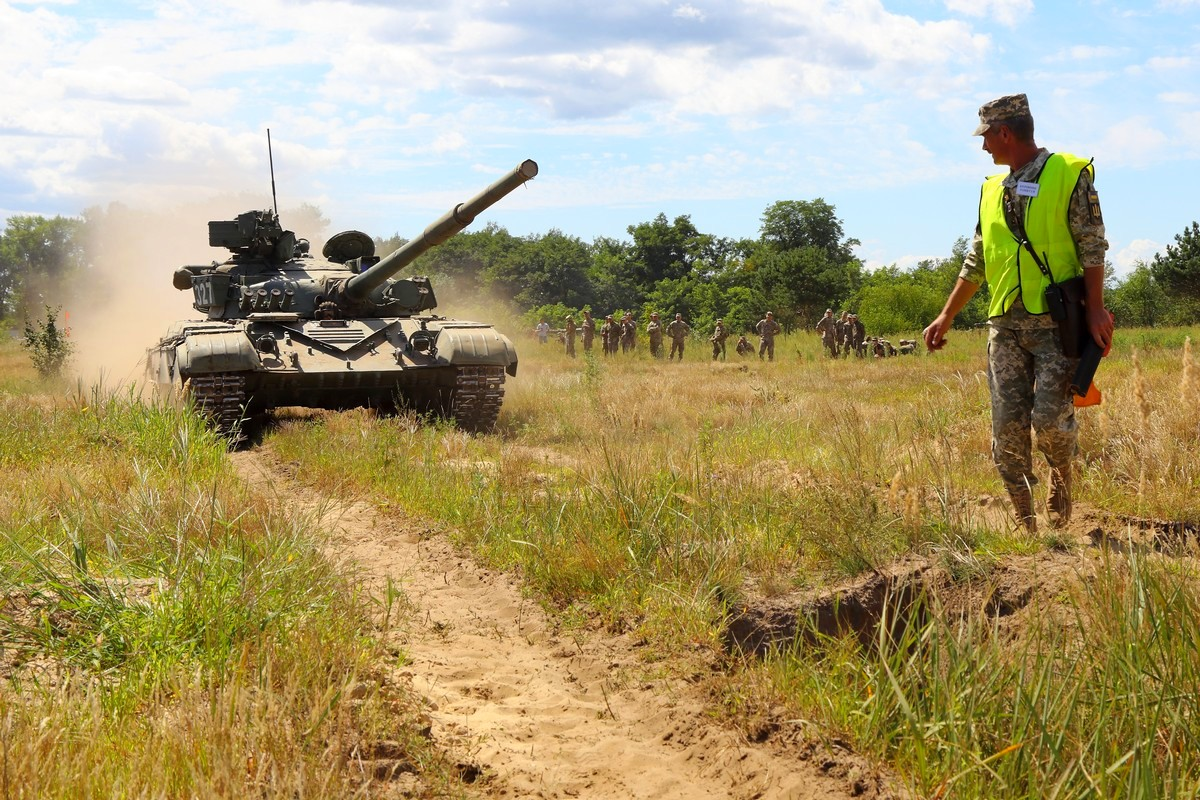
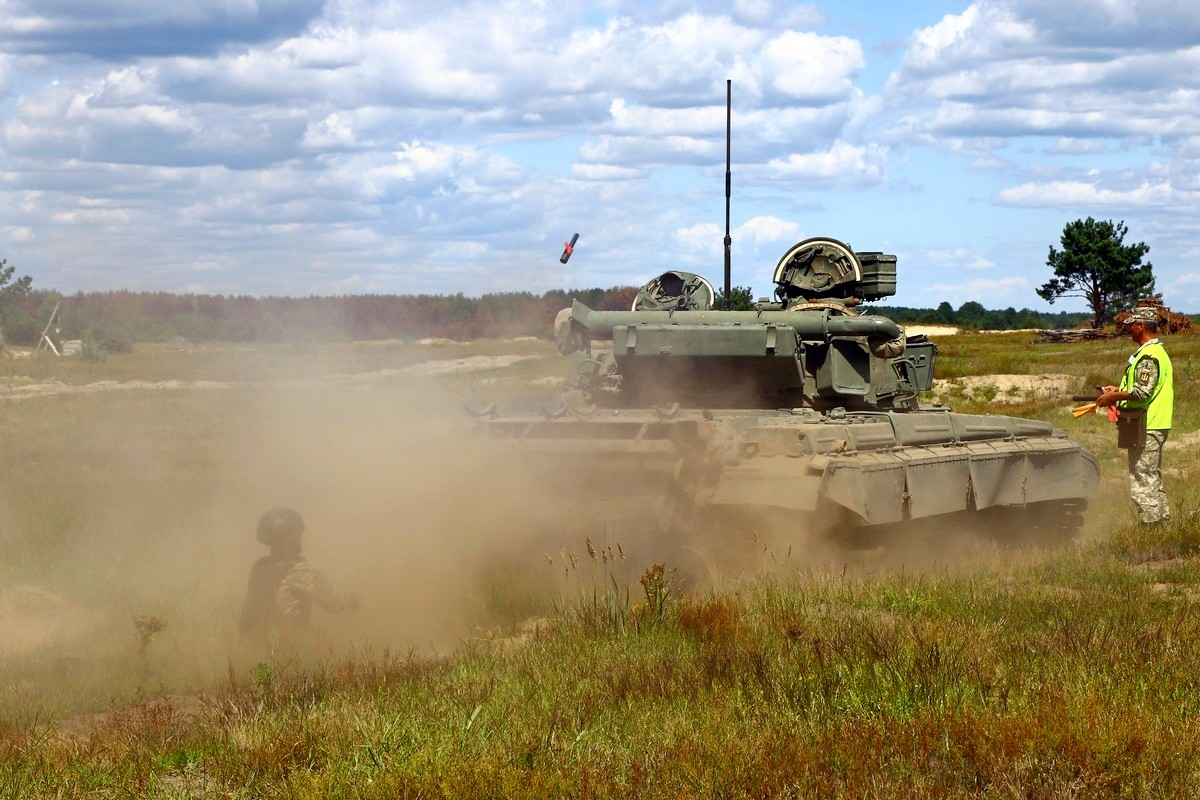
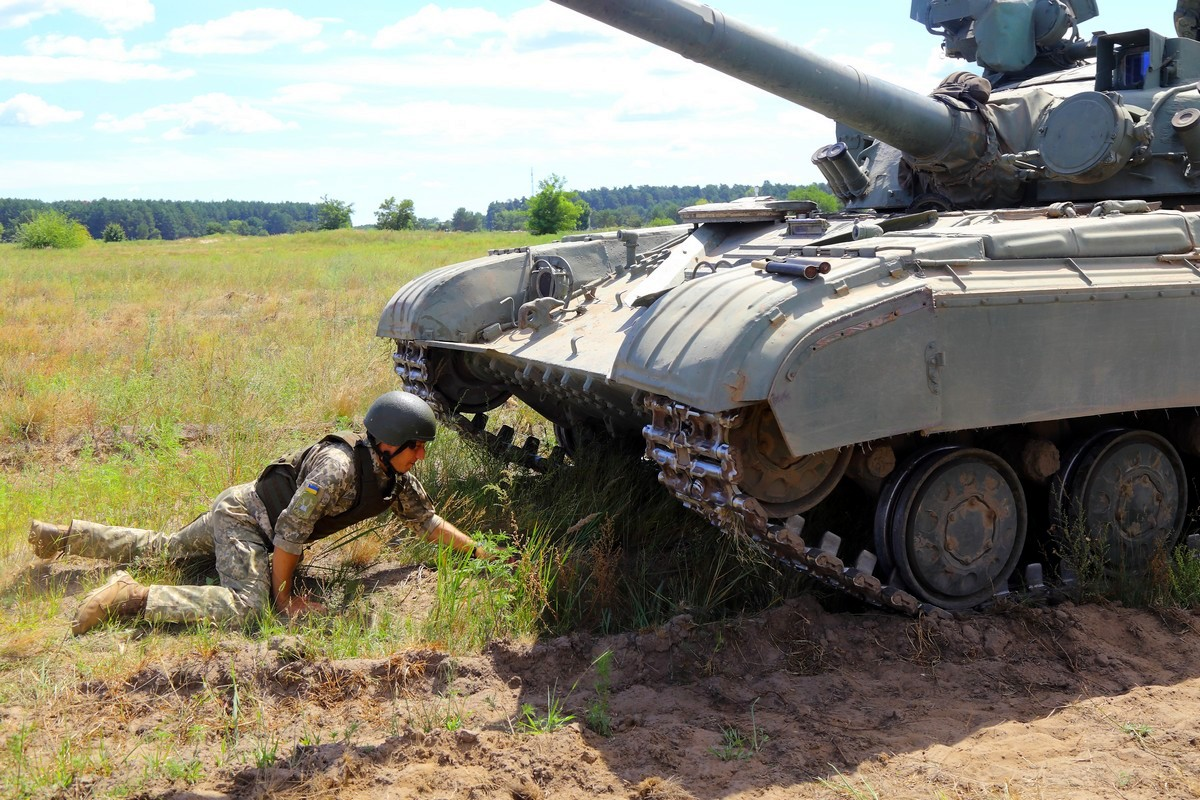
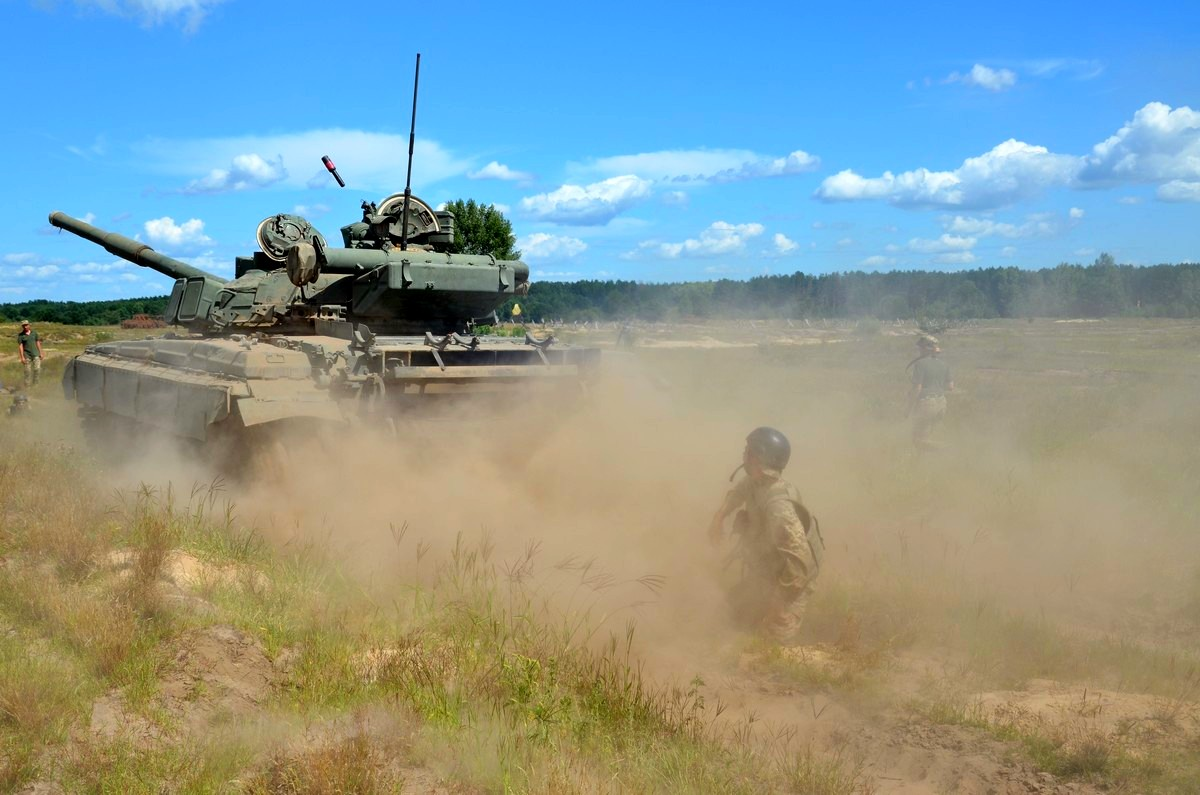
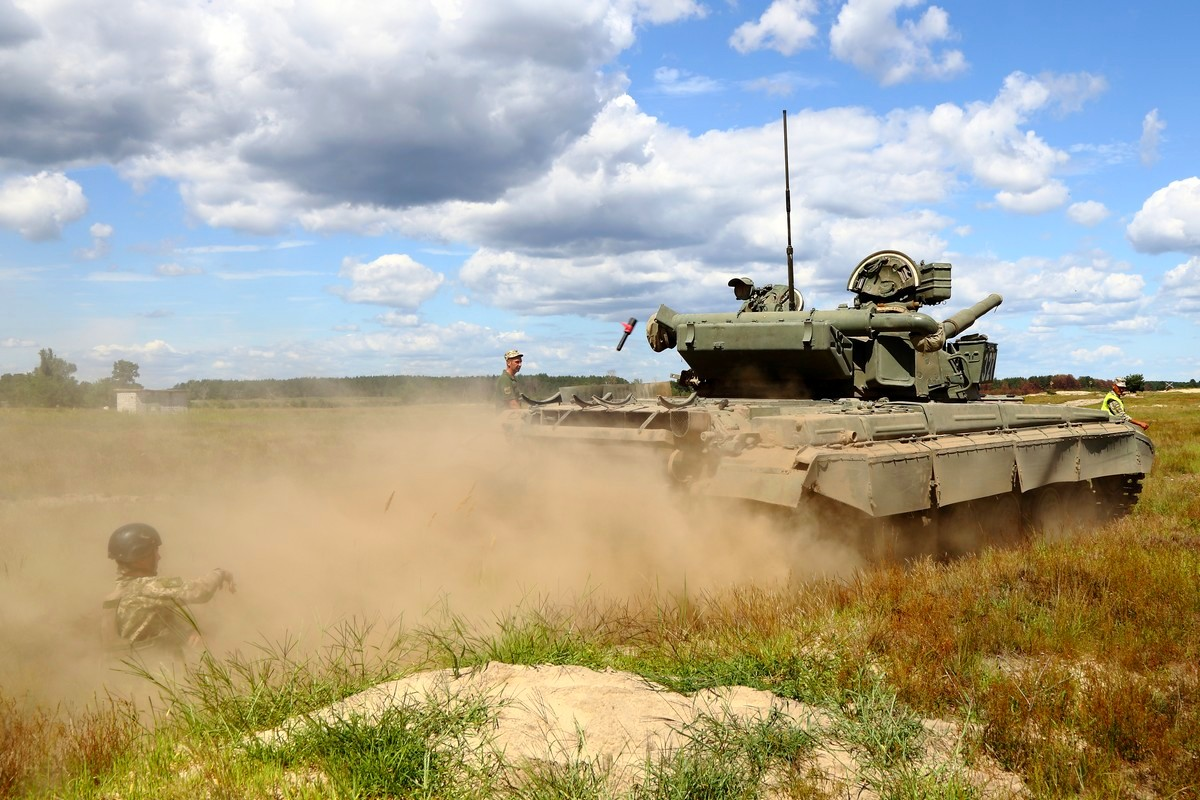
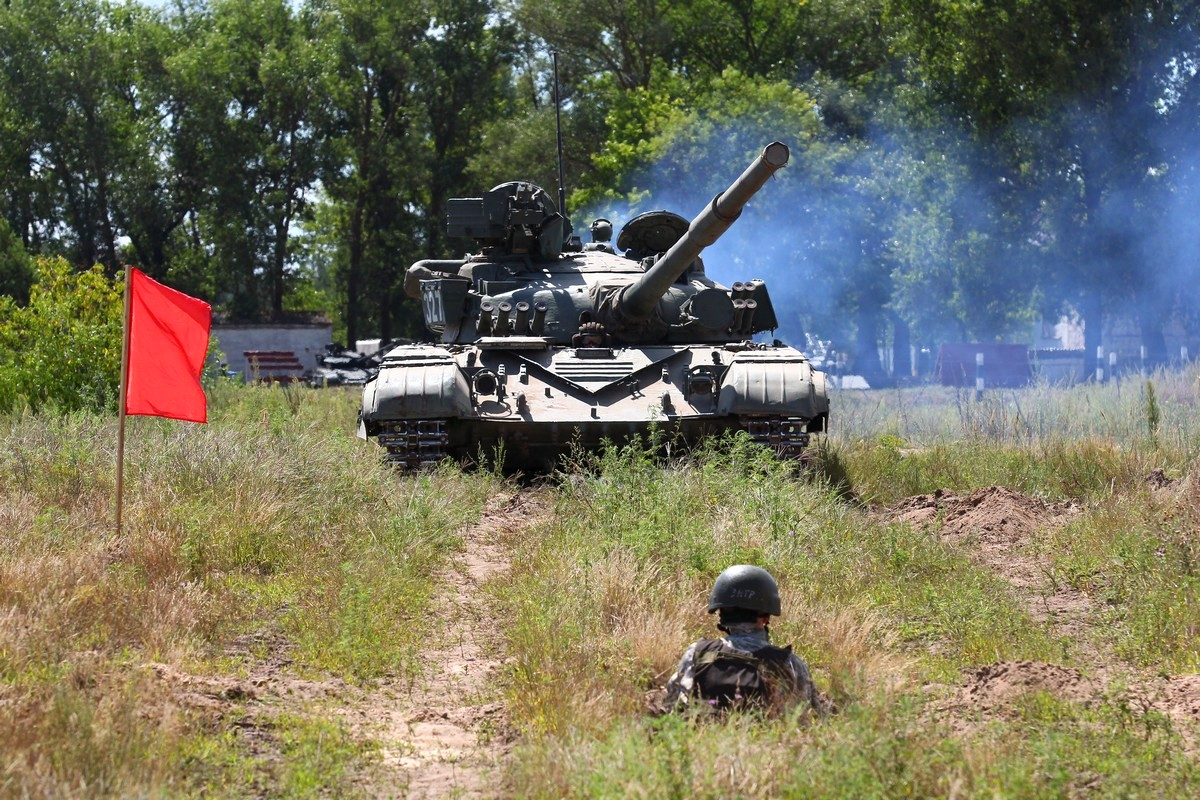
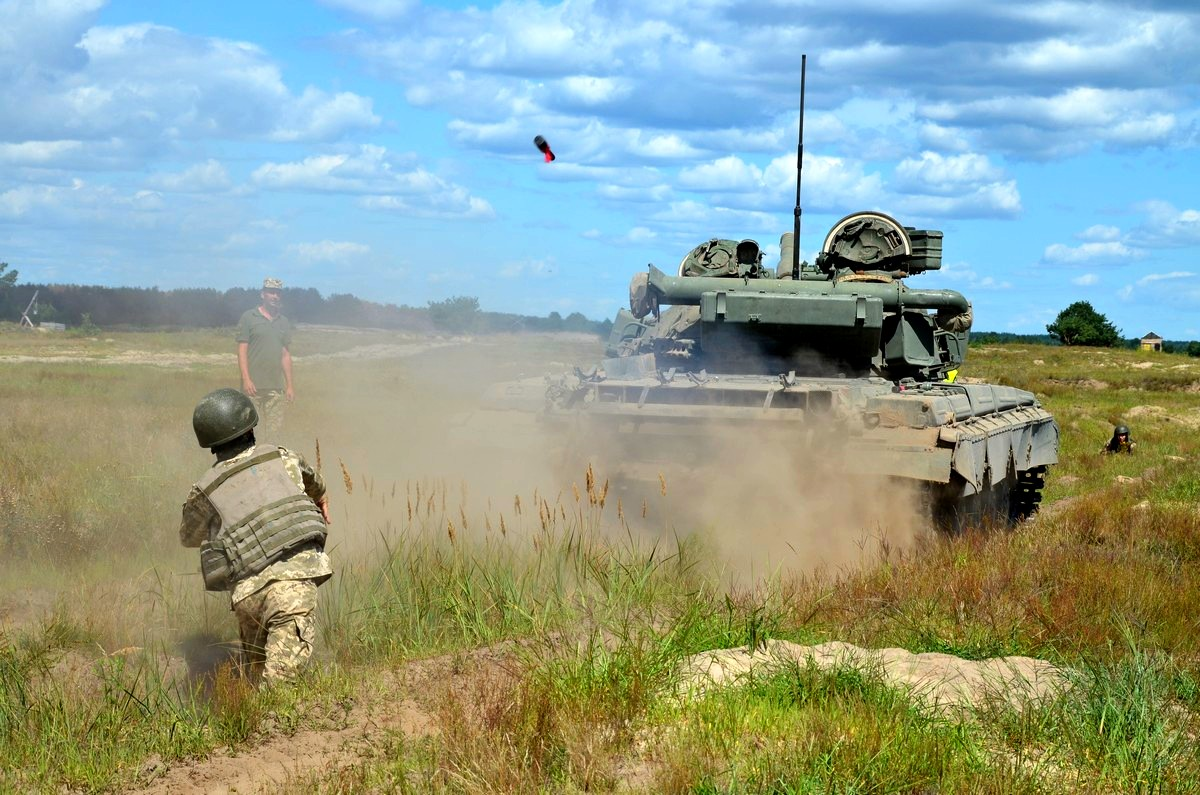
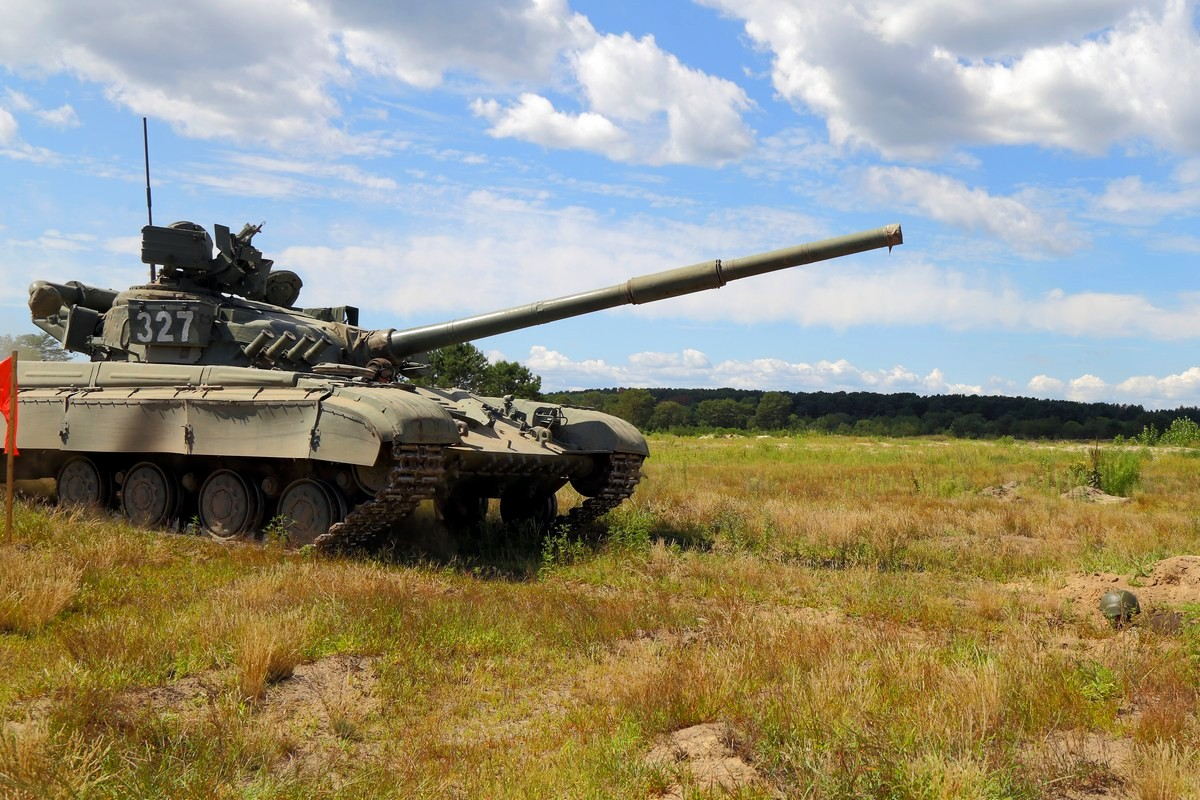
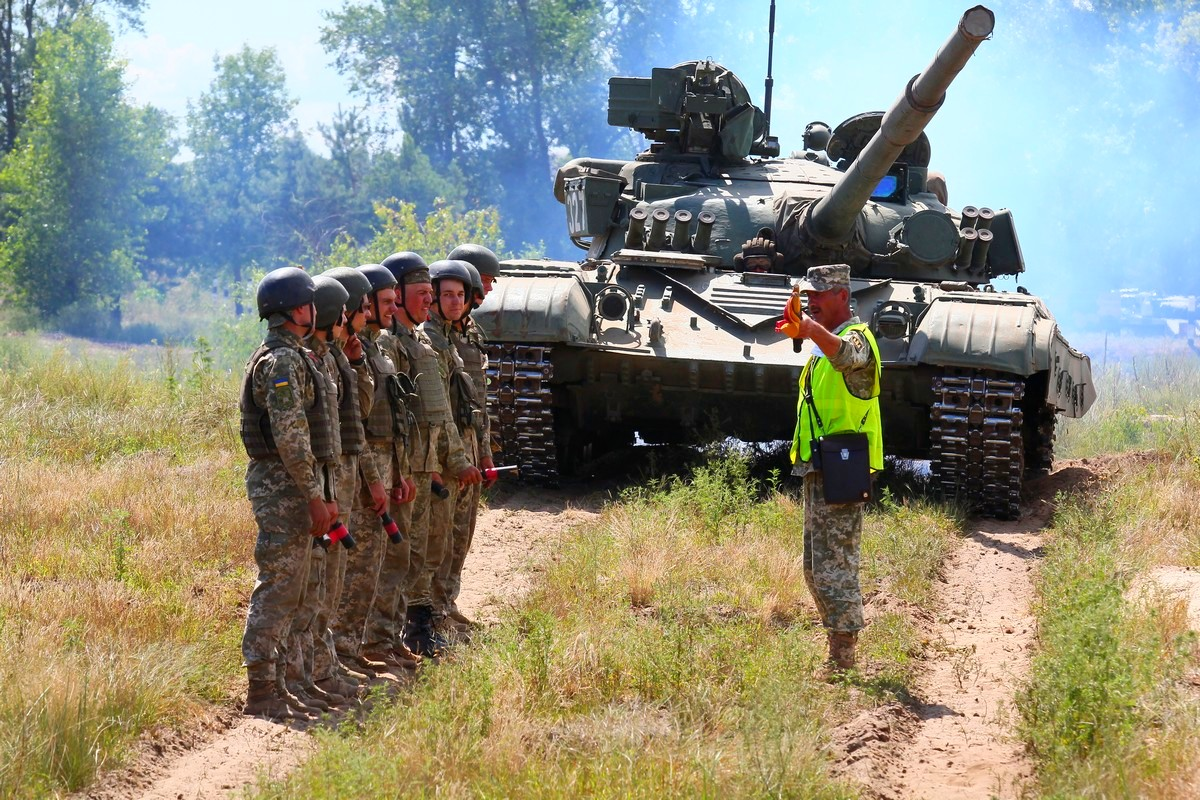
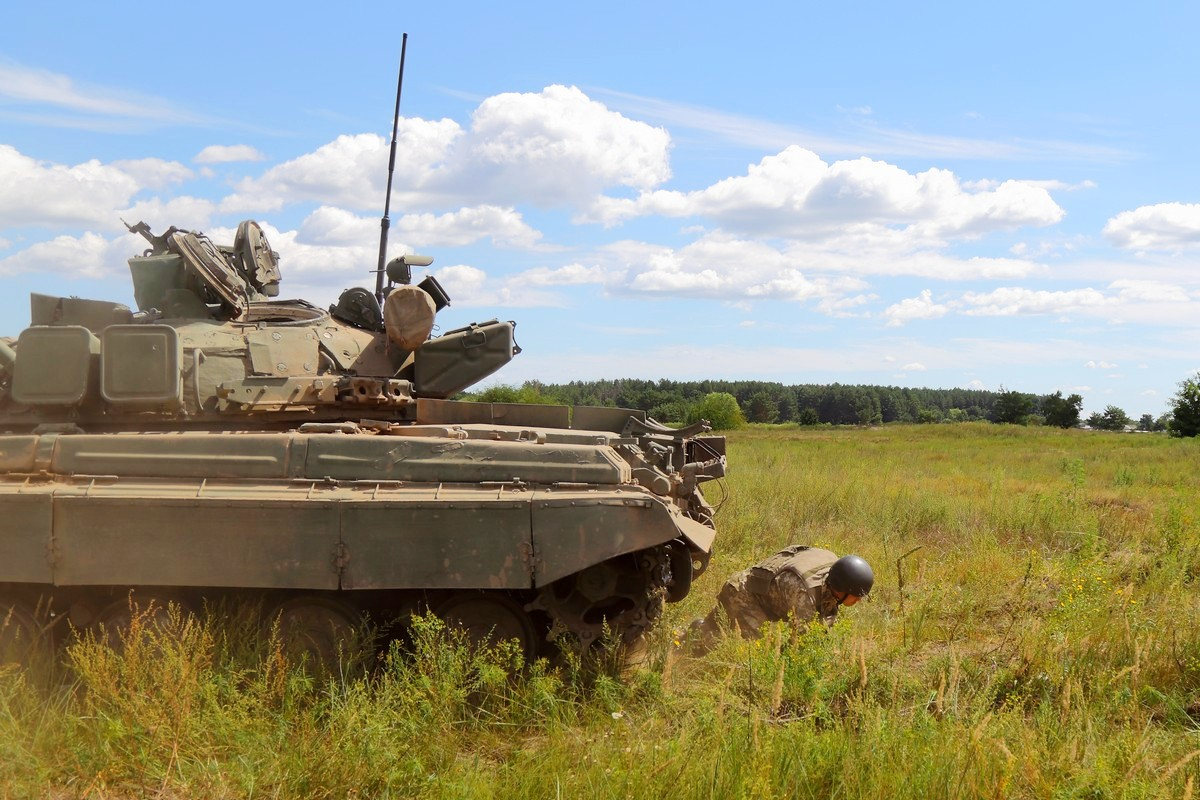
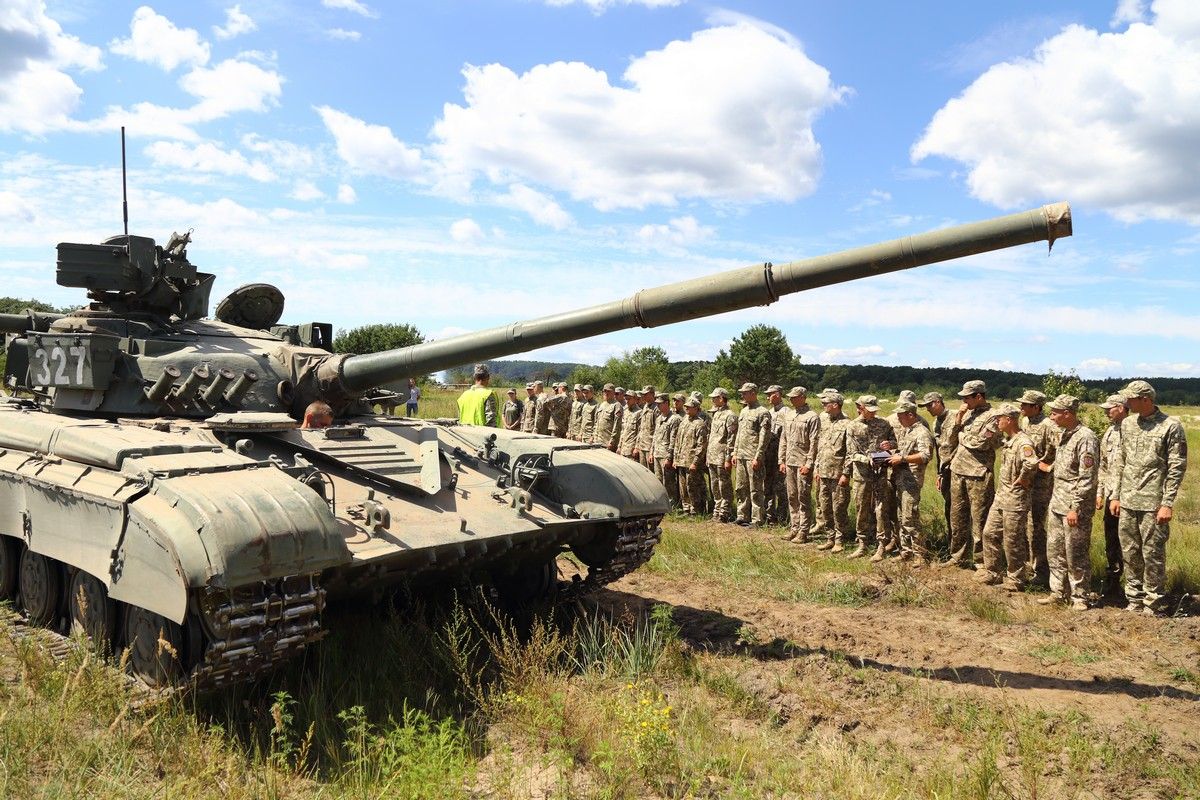